# Patsy Gallant
Pour les articles homonymes, voir Gallant.
Patsy Gallant, née le 15 août 1948 à Campbellton au Nouveau-Brunswick, est une chanteuse et actrice canadienne acadienne. Elle a vendu plus de 3 millions d'albums.
Au cours des années 1970, elle est surnommée la reine du disco soit l'équivalence canadienne de Donna Summer.

## Biographie
Patsy Gallant enregistre son premier disque en 1967 et participe à de nombreux spectacles de variétés télévisés. Dans les mois qui suivent, elle présente son tour de chant à la Place des Arts de Montréal avec, en vedette, Charles Aznavour. En 1971, on l'invite à faire partie de l'émission hebdomadaire Smash de Radio-Canada en compagnie d'Olivier Guimond, de Denis Drouin et des vedettes chanteuses de l'heure, dont Christine Charbonneau, qui joue par la suite un rôle prépondérant dans la jeune carrière de la chanteuse. Dans les mois qui suivent, Charbonneau lui écrit la plupart des textes de ses deux premiers albums de langue française d'importance, soit l'album homonyme « Patsy Gallant » en 1972 et « Toi l'enfant » en 1974. Ce dernier inclut son interprétation de la chanson originale de Charbonneau Les femmes qui devient un hit en France, en 1976, chantée par Sheila . Les deux albums paraissent chez Columbia Records. On y trouve Tout va trop vite, Le lit qui craque, Un jour comme les autres, Thank You Come Again v.f. Ces chansons lancent la carrière de la vedette montante et lui assurent ses premiers succès en français au palmarès québécois. Elle fait une première percée en France en 1972 avec l'album Patsy Gallant qui paraît chez CBS. On en extrait plusieurs quarante-cinq tours dont deux, Pourquoi faut-il et Un jour comme les autres ainsi que Cendrillon et Tout va trop vite qui figureront dans la prestigieuse Série Gémini de CBS France . Parallèlement à ces succès, elle fait paraître en 1972 et 1973 ses deux premiers albums en anglais «Upon My Own» chez CBS et « Power » chez Columbia  mais ceux-ci n'atteignent pas la popularité ni les ventes de ses deux albums en français.
En 1976, Gallant intensifie sa présence en anglais avec l'album "Are You Ready for Love" paraissant chez Attic. Son succès international « From New York to L.A. » prend sa mélodie de « Mon pays » de Gilles Vigneault. Ce disco très dansant fait connaître Gallant dans tout le Canada ainsi qu'à l'international, tel qu'au Royaume-Uni (#6), en Irlande (#5), en Australie (#10), aux Pays-Bas (#15), en Norvège (#7), en Afrique du Sud (#5) et en Suède (#17). En 1977 et 1978, grâce à cet album Are You Ready for Love, elle obtient aux Prix Juno le prix de la meilleure chanteuse de l'année, ce qui la consacre diva de la musique de danse et du disco. Également, Are You Ready for Love inclut la chanson « Sugar Daddy » qui est certifié disque d'or pour 75 000 exemplaires vendus au Canada.
Avec son immense succès auprès du Canada anglais, elle devient animatrice de télévision de sa propre émission The Patsy Gallant Show sur les ondes de CTV Television Network de 1978 à 1979.
En 1993, elle interprète le rôle de Stella Spotlight dans une nouvelle production de « Starmania » présentée de 1993 à 2001 au théâtre Mogador de Paris. Michel Berger signe la musique et les arrangements de cet opéra-rock et Luc Plamondon en assure le livret et les textes des chansons. La mise en scène de cette présentation des années 1990 est de Lewis Furey. En 2002, Gallant participe à un nouvel opéra-rock de Luc Plamondon dont la musique est signée Romano Musumarra. Elle incarne le rôle de la marâtre dans Cindy: Cendrillon 2002. Sortit le 26 février 2002, l'album du spectacle se classe no 24 en France et no 17 en Belgique francophone. Luc Plamondon, producteur du spectacle, reconnaîtra que cette comédie musicale est un échec commercial, malgré un disque d'or pour l'album avec plus de 100 000 exemplaires vendus.
Elle assume aussi le rôle de professeur de la troisième saison de Star Academy, elle était coach dans l'interprétation des chansons anglophones. Lors de la cinquième saison de Star Academy, elle est aussi professeur.
En 2015, Patsy Gallant publie l'album Patsy Gallant chante Piaf. Un disque entièrement autoproduit, dans lequel elle rend hommage à la grande Édith Piaf. En parallèle, elle prend part à la Tournée des Idoles Chartwell, en compagnie de Gilles Girard, Chatelaine, Claude Valade, Jean Nichol, Michèle Richard et Mario Lirette. Au vu de l'immense succès de la première partie de cette grande tournée à travers le Québec, la troupe reprend la route dès le printemps 2016 pour 25 dates supplémentaires. Une saison 2 est d'ores et déjà annoncée.
En février 2022, Patsy Gallant prendra part au Défi 28 jours sans alcool de la Fondation Jean Lapointe à titre d'ambassadrice de l'évènement. Elle se joindra à d'autres grands noms de l'industrie artistique québécoise tels que Dan Bigras, Luc Picard, Jean-Michel Anctil, et plus encore.
Au printemps 2022, Patsy annonce la sortie d'un nouvel album et lance les buzz-singles Overdose de Solitude et Around The World/Mon bel indifférent. En mai 2022 sort le premier single Officiel de l'album, I Don't Care/J'ai besoin d'air, qu'elle performe aussi aux East Coast Music Awards. Finalement, en juin 2022, elle sort le nouvel album To Exist And Be Heard. L'album contient 18 nouvelles chansons, toutes écrites par Patsy Gallant. 

## Vie privée
Elle a 7 sœurs et 2 frères, soit Angeline Gallant feue, Floriane Gallant feue, Ghislaine Gallant feue, Diane Gallant, Adrienne Gallant, Linda Gallant, André Gallant, Michel Gallant feu, Danielle Gallant 

## Discographie

### Albums
- Patsy Gallant Columbia (1972) (Sorti en France en 1972 avec une nouvelle pochette, sur CBS France).
- Upon My Own (1972)
- Power (1973)
- Toi l'enfant (1974)
- Are You Ready For Love (1976)
- Besoin D'Amour (1977)
- Will You Give Me Your Love? (1977)
- Patsy! (1978)
- Et Star (1978)
- Stranger in the Mirror (1980)
- Amoureuse (1981)
- Take Another Look (1984)
- Patsy Gallant chante Piaf (2015)
- To Exist And Be Heard (2022)

### Compilations
- Greatest Hits / Ses Plus Grands Succès (1979)
- Tout va Trop Vite (2005)
- Cœur de Velours (2013)
- La Tournée des Idoles Chartwell (2015, participation)

## Discographie Quarante-cinq tours
- Pourquoi faut-il / Un jour comme les autres. Columbia 1972. Sorti en France 1972, CBS FR-8439 Série Gémini.
- Cendrillon / Tout va trop vite. Columbia 1972, C4-7230, CDN. Sorti en France en 1972, CBS FR-1070,Série Gémini.
- Le lit qui craque / Karaté. Columbia, Kébec Disc 1974, CBS 2755.
- Je voudrais quelqu'un qui m'aime / Toi l'enfant. Columbia C4-4028.
- Thank you come again v.f./ Pourquoi faut-il Columbia 1973, C4-7252
- Karaté / J'aurais voulu t'aimer. Columbia 1974, C4-4064
- Tout va trop vite / Un jour comme les autres. Columbia 1972, C4-7230
- Le lit qui craque / Un monde est en voie de naître Columbia 1974,C4-4078
- Les femmes / J'ai le droit. CBS 1975, C4-4096.

## Lauréats et nominations

### Gala de l'ADISQ
| Année | Catégorie                         | Pour                                              | Résultat |
| ----- | --------------------------------- | ------------------------------------------------- | -------- |
| 1994  | spectacle de l'année - interprète | Starmania - Mogador 94 (avec la troupe Starmania) | lauréat  |

### Prix Juno[19]
| Année | Catégorie                      | Pour                                                     | Résultat   |
| ----- | ------------------------------ | -------------------------------------------------------- | ---------- |
| 1975  | interprète féminine de l'année | Patsy Gallant                                            | nomination |
| 1977  | interprète féminine de l'année | Patsy Gallant                                            | lauréat    |
| 1977  | producteur de l'année          | Patsy Gallant & Ian Roberston pour From New York to L.A. | nomination |
| 1977  | single le plus vendu           | From New York to L.A.                                    | nomination |
| 1978  | interprète féminine de l'année | Patsy Gallant                                            | lauréat    |
| 1978  | producteur de l'année - single | Patsy Gallant & Ian Roberston pour Sugar Daddy           | nomination |
| 1978  | single le plus vendu           | Sugar Daddy                                              | lauréat    |
| 1979  | interprète féminine de l'année | Patsy Gallant                                            | nomination |

### Victoires de la musique
| Année | Catégorie                    | Pour                                              | Résultat |
| ----- | ---------------------------- | ------------------------------------------------- | -------- |
| 1994  | spectacle musical de l'année | Starmania - Mogador 94 (avec la troupe Starmania) | lauréat  |

### Autres
- 2018 : Ordre du Canada[20]
- 2023 : Chevalière de l'Ordre national du Québec[21]